# Ethelema costaricensis
Ethelema costaricensis is een keversoort uit de familie somberkevers (Zopheridae). De wetenschappelijke naam van de soort werd in 1930 gepubliceerd door Wilhelm Heinrich Ferdinand Nevermann.